# Digitales Amt (Bayern)
Die Bezeichnung Digitales Amt ist eine Auszeichnung der Bayerischen Staatsregierung für Gemeinden, Landratsämter und Bezirke in Bayern. Sie wird für die Digitalisierung der Öffentlichen Verwaltung vergeben.

## Voraussetzungen
Um das Prädikat „Digitales Amt“ zu erhalten, müssen die Kommunen mindestens 50 rein kommunale oder zentrale Online-Verfahren im BayernPortal verlinkt haben. Nach einer Prüfung durch das Bayerische Staatsministerium für Digitales erhalten diese ein Online-Signet für ihre Website und werden auf der Website des Ministeriums veröffentlicht.
Die Veröffentlichung auf der Webseite soll zeigen, welche Kommunen bei der Digitalisierung gut vorangekommen sind, die durch das Staatsministerium für Digitales mit dem Förderprogramm „Digitales Rathaus“ mit rund 42 Millionen Euro für die erstmalige Bereitstellung von Online-Diensten bezuschusst werden.
Die Online-Verfahren ermöglichen die elektronische Abwicklung von Verwaltungsleistungen, die durch den Leistungskatalog (LeiKa) beschrieben werden. Über Online-Verfahren können Anträge, Anzeigen, Meldungen, Anfragen usw. online an die Behörde übermittelt werden.